# Aprendizaje auténtico
En educación, el aprendizaje auténtico es un enfoque instruccional que permite al alumnado explorar, comentar, y construir conceptos significativos y relaciones en contextos que implican problemas del mundo real y proyectos que son pertinentes al estudiante. Se refiere a una “variedad amplia de técnicas educativas e instruccionales centradas en conectar lo que los estudiantes están aprendiendo en el colegio con problemas, temas y aplicaciones del mundo real. La idea básica es que el alumnado está más interesado en qué están aprendiendo, más motivados para aprender habilidades y conceptos nuevos, y mejor preparados para tener éxito en la universidad, sus vidas profesionales y la edad adulta si lo que están aprendiendo es un reflejo de los contextos de vida real, les equipa con habilidades prácticas y útiles, y se dirige a temas que son pertinentes y aplicables a sus vidas fuera del contexto escolar.”
La instrucción auténtica conlleva una forma muy diferente de los métodos de enseñanza tradicional. En el aula tradicional, el alumnado toma una función pasiva en el proceso de aprendizaje. El conocimiento se considera una colección de hechos y procedimientos que se transmiten del profesor al estudiante. En esta visión, el objetivo de la educación es poseer una gran cantidad de hechos y procedimientos. El aprendizaje auténtico, por otro lado, toma una aproximación constructivista, en el que el aprendizaje es un proceso activo. Los profesores ofrecen oportunidades a los estudiantes para construir su conocimiento propio a través de un compromiso mediante una investigación autodirigida, centrada en la solución de problemas, el pensamiento crítico, y las reflexiones en contextos del mundo real. Esta construcción de conocimiento está influida principalmente por las experiencias y conocimiento previos del estudiante, así como por las características que forman el entorno de aprendizaje, como los valores, expectativas, recompensas, y sanciones. La educación está más centrada en el estudiante. El alumnado no aprende simplemente hechos en situaciones abstractas y artificiales, sino que experimenta y aplica la información en maneras que está basada en la realidad.

## Características
No hay una definición de aprendizaje auténtico. Los educadores tienen que hacer sus interpretaciones propias a cerca de qué es lo que da significado a los estudiantes en clase La literatura al respecto sugiere que hay varias características en el aprendizaje auténtico. Es importante de apuntar que las tareas de aprendizaje auténtico no tienen que tener todas estas características. Se pueden pensar como en un espectro, con tareas que son más o menos auténticos. Las características del aprendizaje auténtico incluyen el siguientes:
- El aprendizaje auténtico está centrado en tareas auténticas, pertinentes, del mundo real que sean de interés para los estudiantes.
- El alumnado está comprometido activamente en la exploración e investigación.
- El aprendizaje, muy a menudo, es interdisciplinario. Requiere la integración de contenidos de varias disciplinas y conduce a resultados más allá de los que se esperan para el aprendizaje en un ámbito específico.
- El aprendizaje está estrechamente conectado con el mundo más allá de las paredes del aula.
- Los estudiantes se comprometen en tareas complejas y habilidades de pensamiento superior, tales como analizar, sintetizar, diseñar, manipular, y evaluar la información.
- Empieza con una cuestión o problema, los cuales no pueden reducir la construcción que el estudiante hace con sus propias respuestas e investigación. El resultado de la experiencia de aprendizaje no puede ser predeterminada.[6]
- Los estudiantes producen un producto que puede ser compartido con una audiencia fuera del aula. Estos productos tienen valor en su derecho propio, más que sencillamente para conseguir una nota.
- Los productos resultantes son concretos permitiéndoles ser compartidos y criticados; esta retroalimentación deja al estudiante que reflexione y profundice en su aprendizaje.[6]
- El aprendizaje está dirigido por los estudiantes y los tutores, co-tutores, profesores, padres y expertos externos ayudan y conducen el proceso de aprendizaje.
- Los estudiantes emplean técnicas de andamiaje instruccional en momentos críticos.
- Los estudiantes tienen oportunidades para el discurso social, la colaboración, y la reflexión.
- Hay recursos disponibles amplios.
- La valoración del aprendizaje auténtico está integrada indistintamente dentro de la tarea de aprendizaje para reflejar evaluaciones semejantes al mundo real. Esto se conoce como valoración auténtica y está en oposición a las evaluaciones tradicionales en las que un examen se administra después de adquirir los conocimientos o destrezas.
- El aprendizaje auténtico proporciona al alumnado la oportunidad de examinar el problema desde perspectivas diferentes, lo que permite soluciones más competitivas y una diversidad de resultados en vez de una sola respuesta correcta.[1][4][7][8][9][10]
- Se les proporciona al alumnado está la oportunidad de articular su proceso de aprendizaje, y o producto de aprendizaje final.[11]